# Stadionul Comunal (Cernica)
Stadionul Comunal Cernica este un stadion de fotbal din Cernica, Ilfov, construit în 2011 de către Consiliul Local Cernica.